# Tahmorath

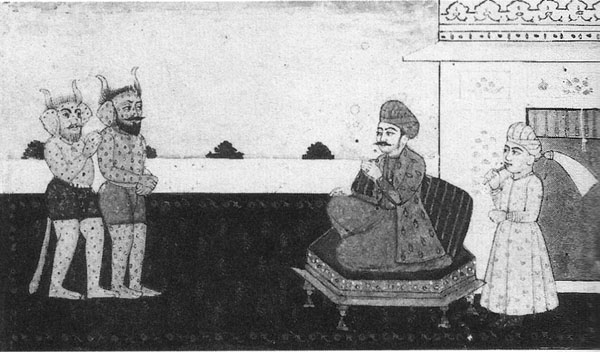
Illustration aus einer gekürzten Prosafassung des Schāhnāme aus Kaschmir (18. Jh.); dargestellt ist Tahmuras, Bezwinger der Dämonen, der zwei Divs empfängt, die ihn demütig anflehen, ihnen das Leben zu lassen

Tahmorath (persisch طهمورث, Tahmuras im Schāhnāme, Tachma Urupi, Tahmurath bzw. Tahmūraϑ), der dritte menschliche König in der persischen Mythologie, Sohn des Hōšang, sollte die Errungenschaften seines Vaters ausweiten.
Er herrschte über sieben Länder und über die Dämonen und bösen Geschöpfe. Zudem ritt er auf Angra Mainju in Form eines Pferdes:

„[...]und auf Angra Mainju ritt, der in ein Pferd verwandelt worden war, um die ganze Erde herum, von ihrem einen Ende zum anderen, dreißig Jahr lang“

## Tahmorath im Schahname – Sage III
Firdausi nennt in seinem Werk Schahname (Königsbuch) Tahmorath den Dewenbändiger (Dämonenbändiger). Nach seinem Motto: 

„Alles was Nutzen auf Erden schafft,
Ich mach's offenbar und bring's aus der Haft.“

 schnitt er Wolle vom Rücken der Schafe, und schickte die Menschen an, zu spinnen und Kleidung daraus herzustellen. Er gab die Anleitung zur Erzeugung von Teppichen und domestizierte nützliche Vögel wie den Wanderfalken. Nachdem sein Vorgänger den Ackerbau eingeführt hatte, wurde die Menschheit unter Tahmorath die Nutztierhaltung gelehrt.

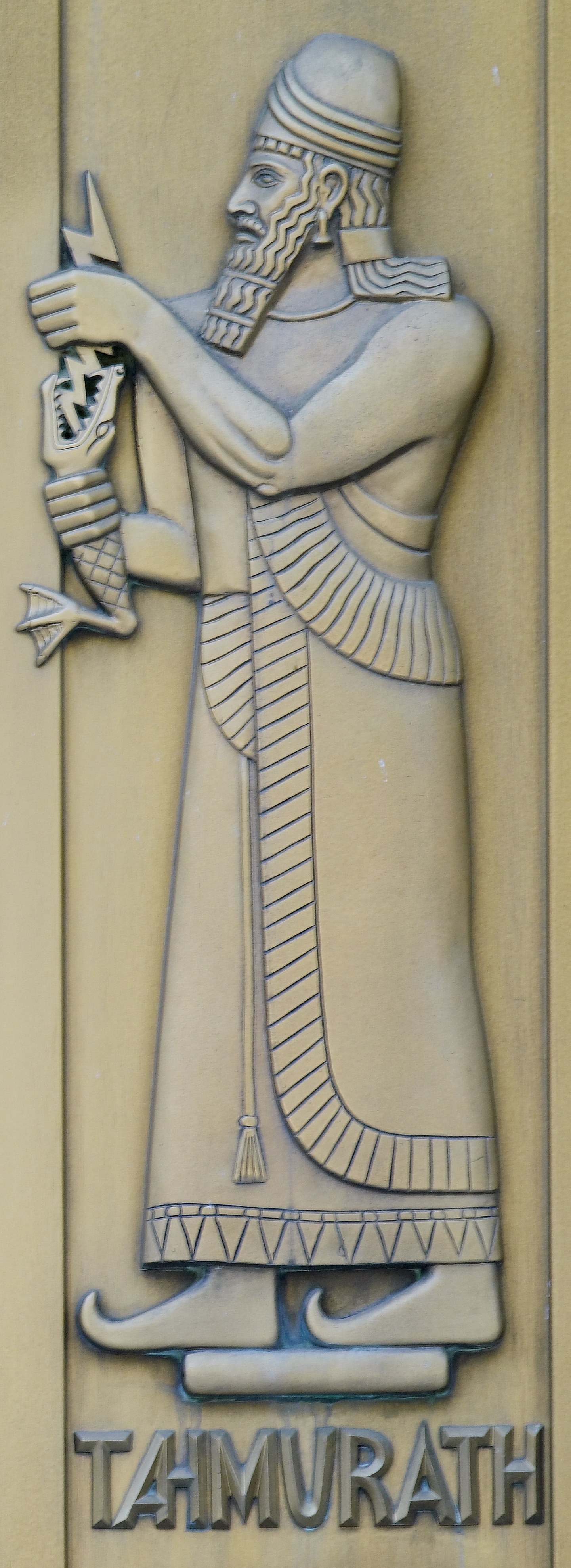
Tahmorath. Library of Congress, John Adams Building, Detail Tür. Washington, D.C.

Tahmorath gelang es sogar, Ahriman, die Personifizierung des Bösen, mit einem Zauber zu belegen und ihn als Pferd für seine Ausritte zu benutzen. Ahrimans Dämonen, eifersüchtig auf die Errungenschaften, besiegte er mit List und Kraft. Mit der Bitte um Schonung ihres Lebens brachten die Dämonen (Bild rechte Seite) dem König die Schrift. Sie lehrten ihn an die dreißig Alphabete.

„Sie gaben ums Leben gutes Wort:
„Töt uns nicht! Neue Wissenschaft
Lehren wir dich, die dir Nutzen schafft.“
...
Den Chosro lehrten sie Kunst der Schrift
Mit Wissen erleuchtend des Herzens Trift;
Nicht eine Schrift, an die dreißige
Als griechisch, arabisch, persische,
Sogdisch, tschinisch und Pehlewi,
Jede geprägt wie du hörest sie.“

Tahmorath hatte einen Sohn, Dschamschid, der ihm nach seinem Tod auf dem Thron nachfolgte.